# Amplypterus mansoni
Amplypterus mansoni là một loài bướm đêm thuộc họ Sphingidae. Loài này có ở Đông Nam Á, bao gồm đông bắc Ấn Độ, Miến Điện, Thái Lan, Lào, Việt Nam, Malaysia và Indonesia (Sumatra và Java).
Sải cánh khoảng 110–115 mm.

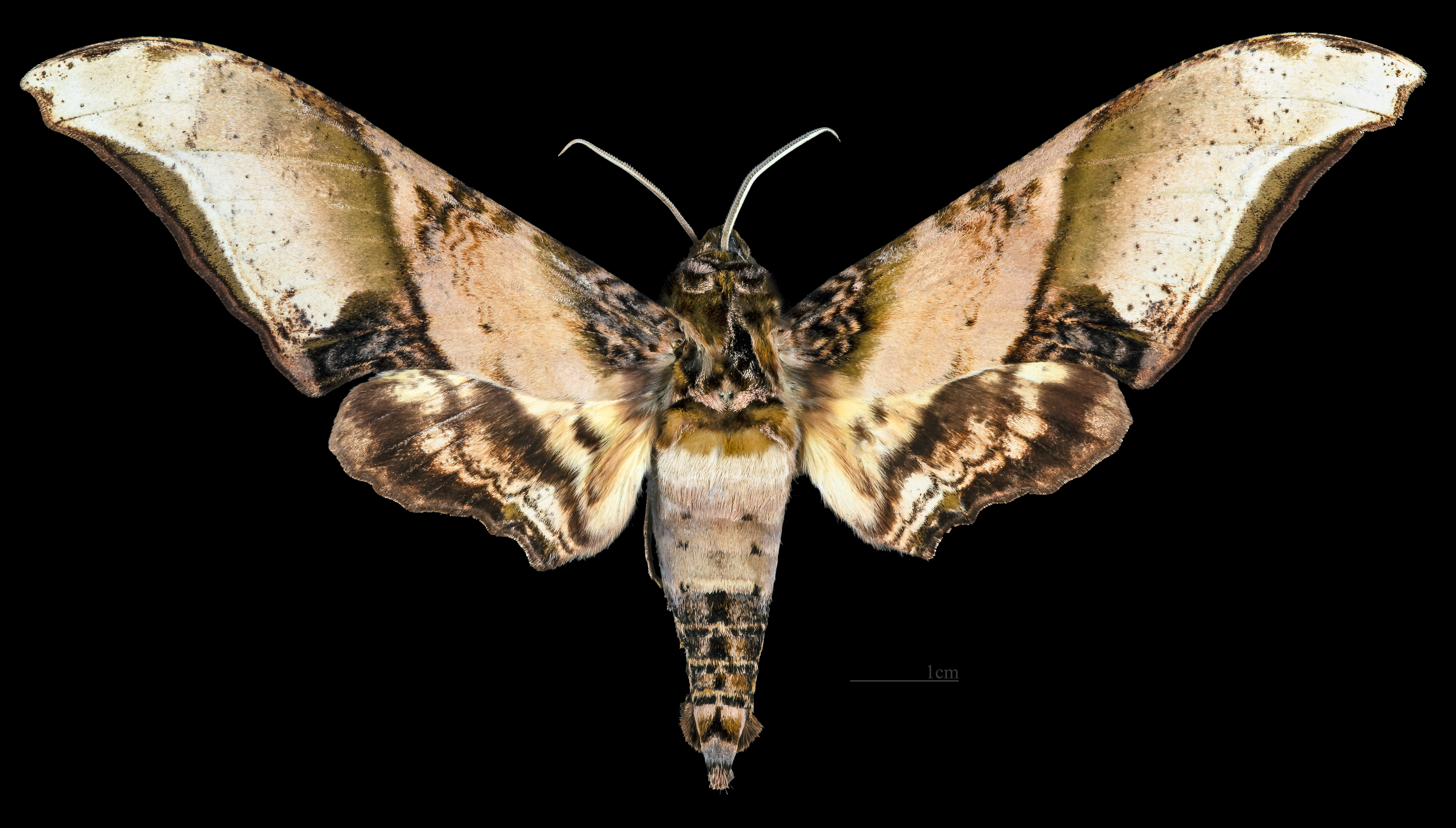
Amplypterus mansoni ♂
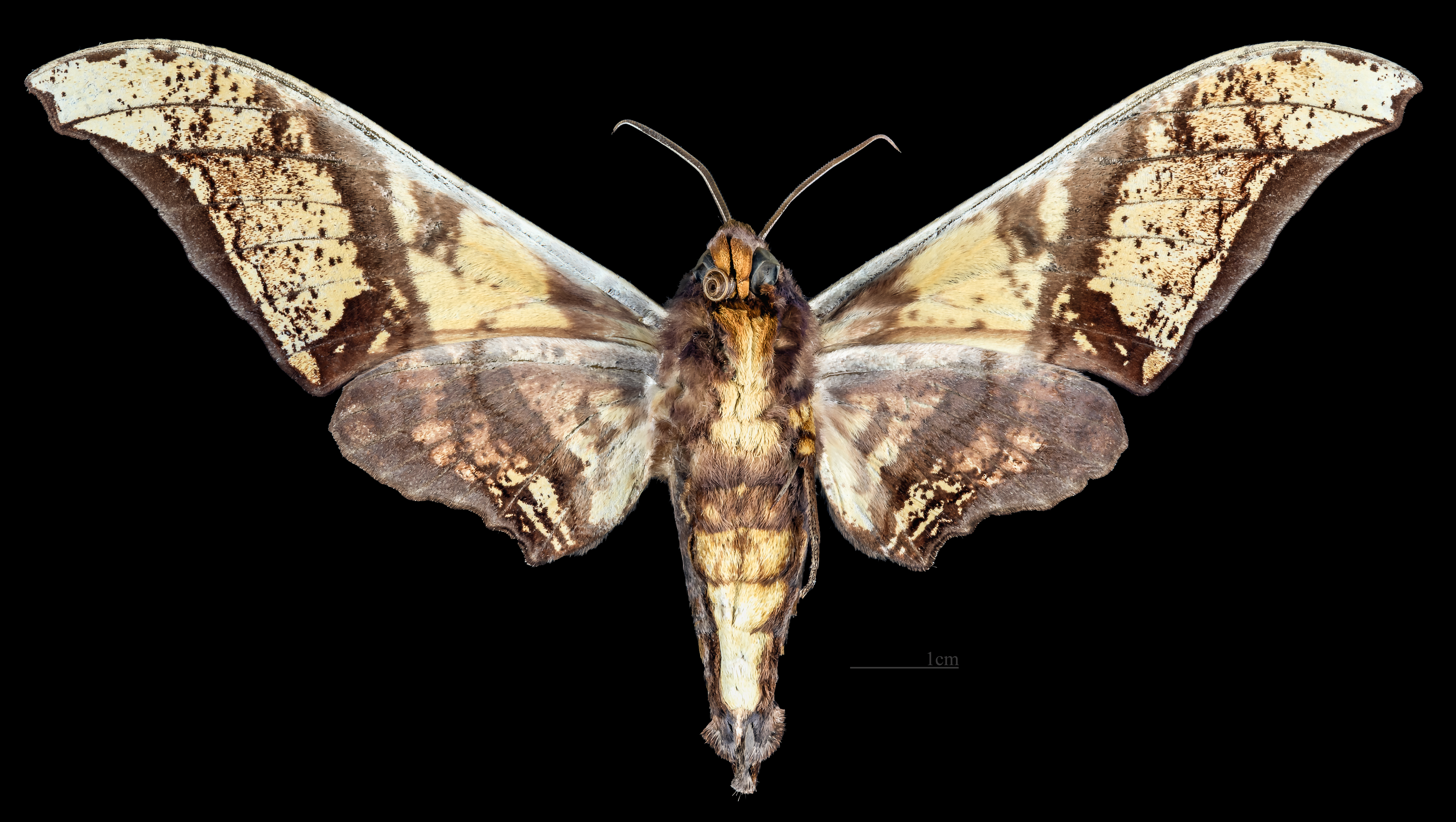
Amplypterus mansoni ♂ △

## Phân loài
- Amplypterus mansoni mansoni
- Amplypterus mansoni takamukui (Matsumura, 1930) (Đài Loan)

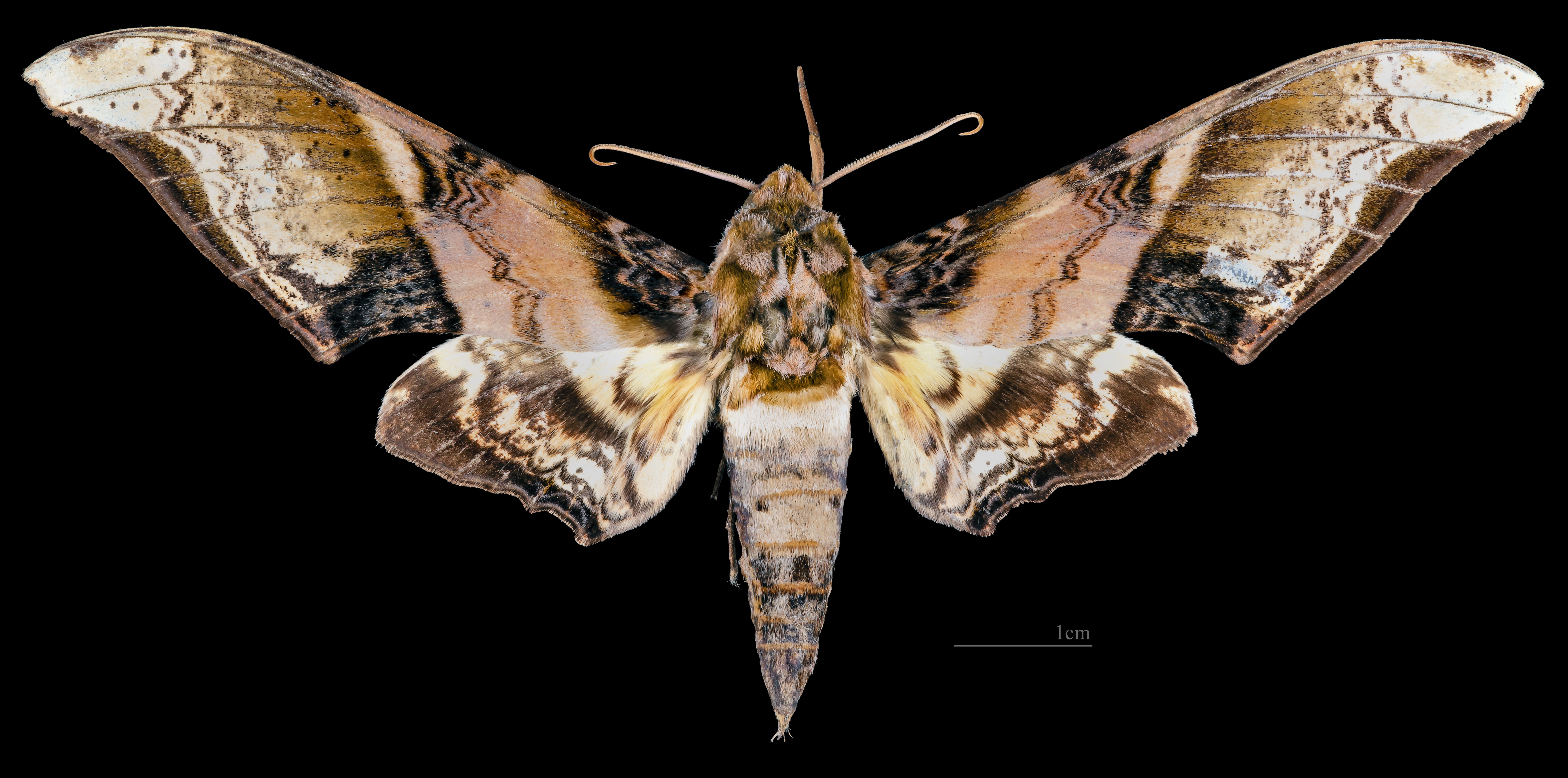
Amplypterus mansoni takamukui ♂
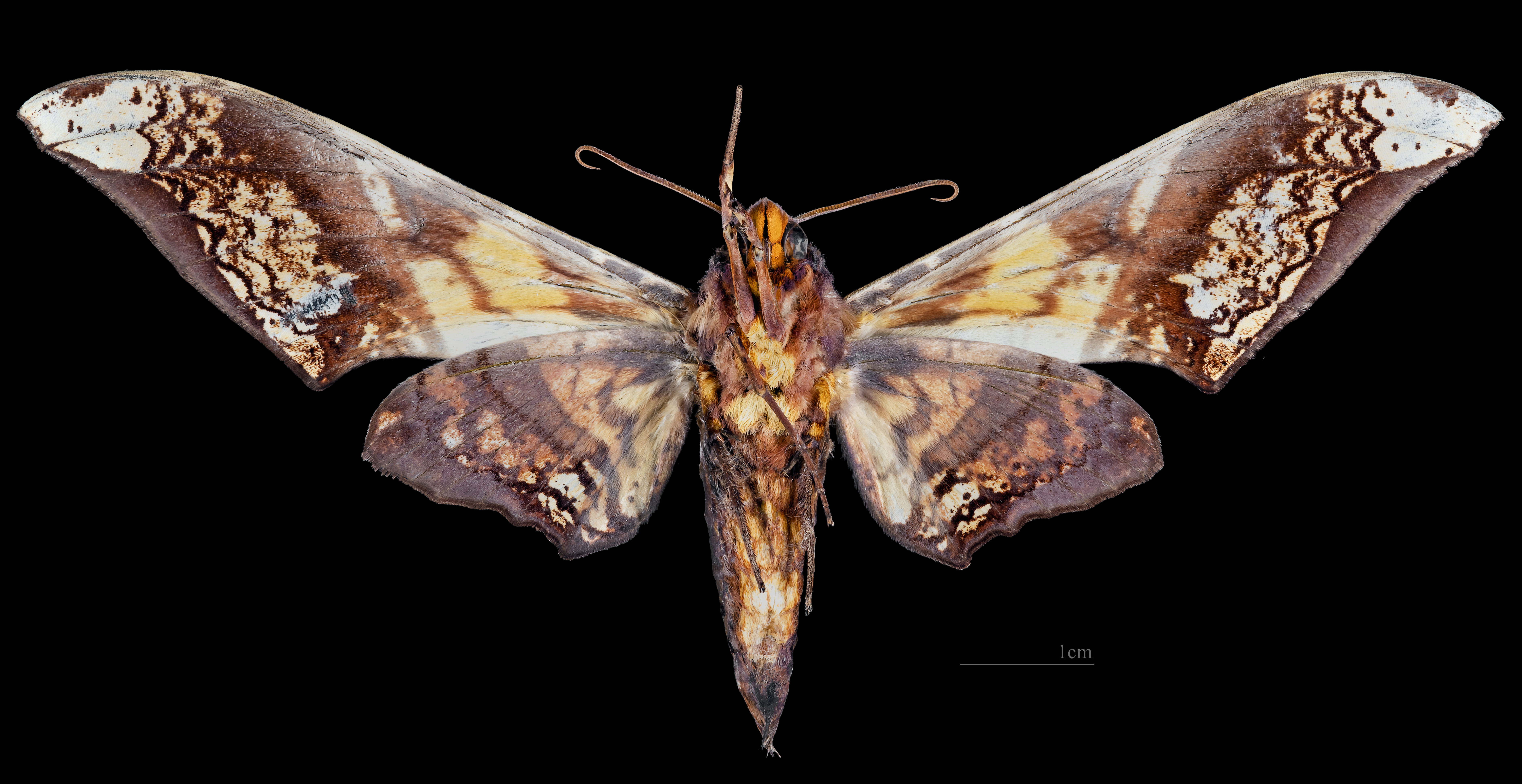
Amplypterus mansoni takamukui ♂ △
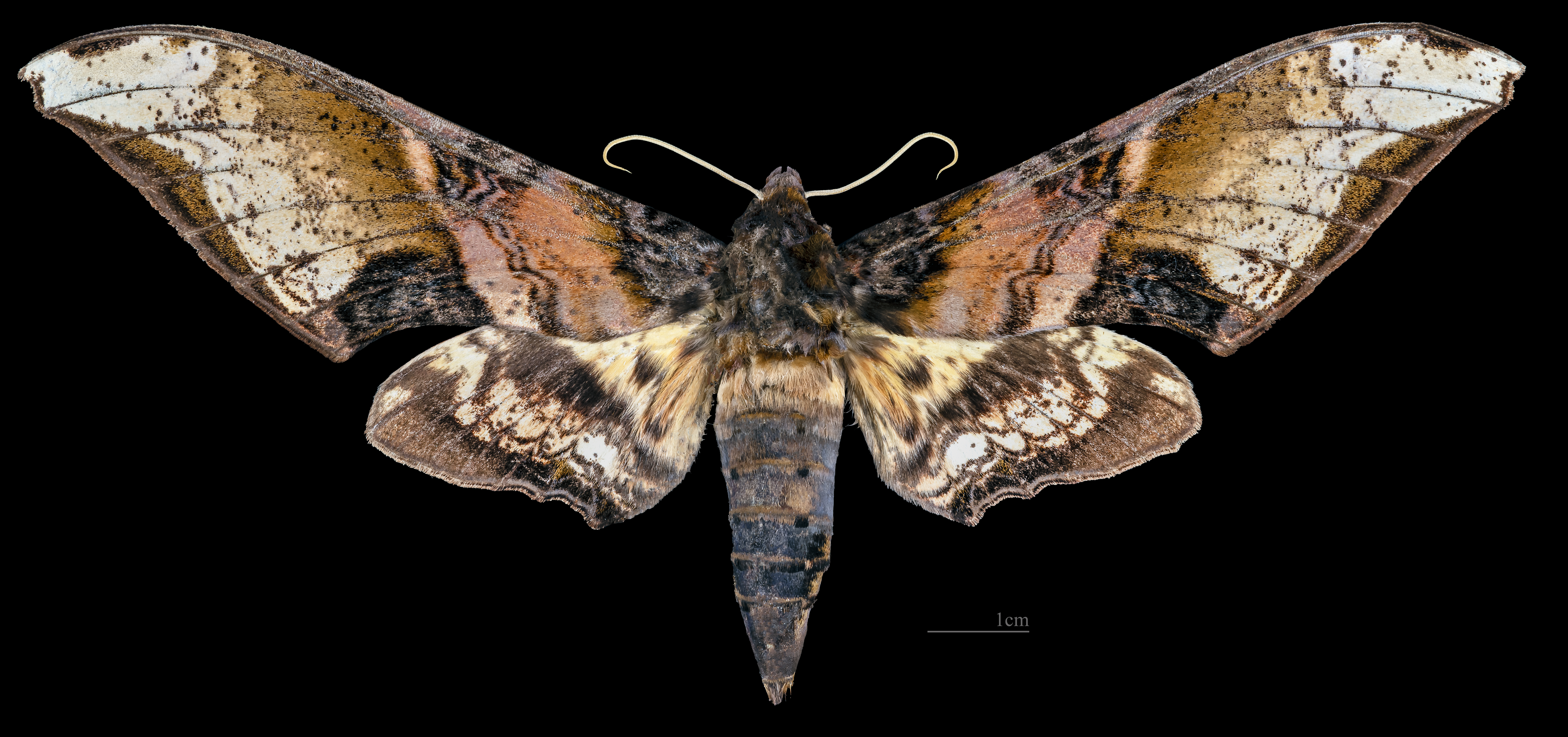
Amplypterus mansoni takamukui ♀
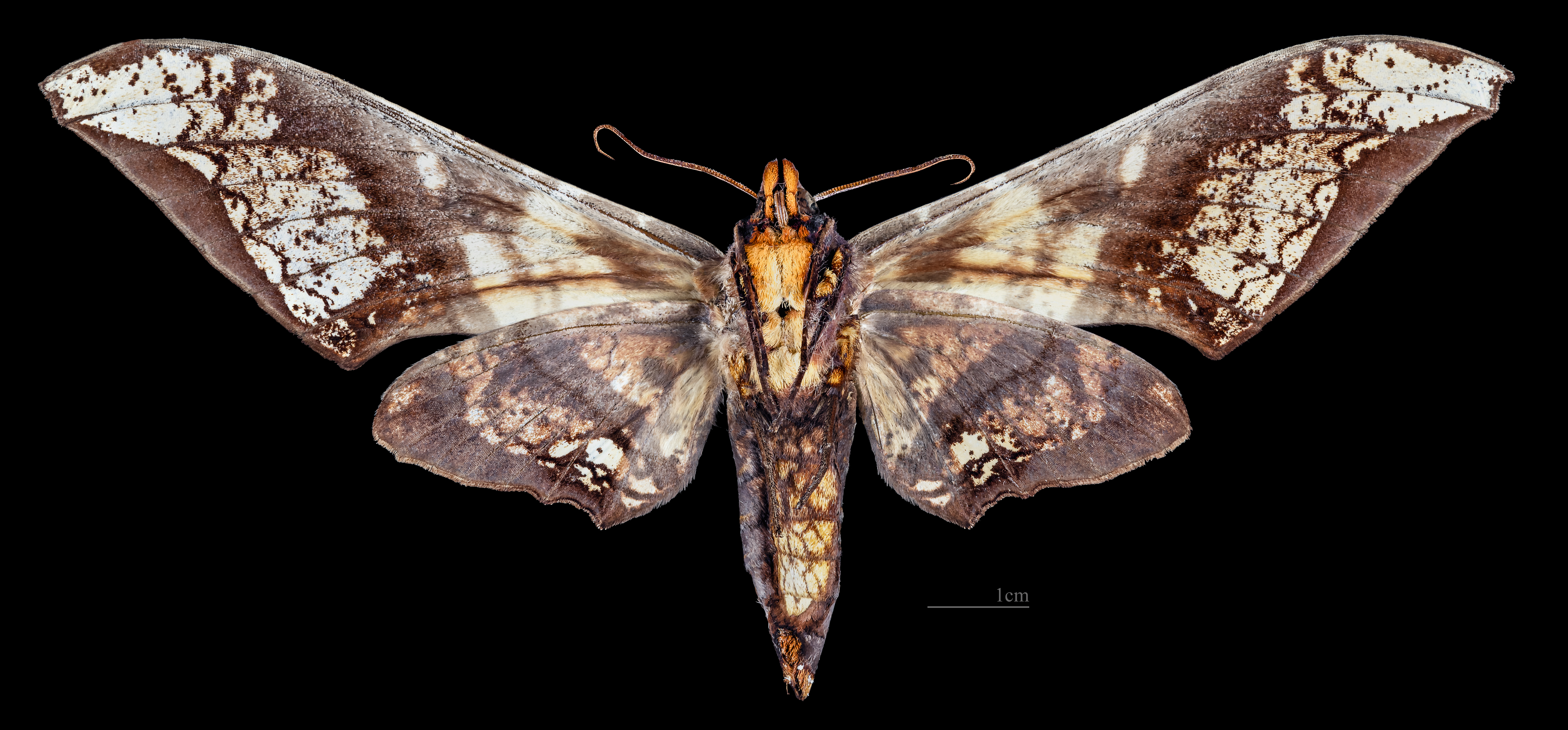
Amplypterus mansoni takamukui ♀ △